# Eros
 Ovo je glavno značenje pojma Eros. Za druga značenja pogledajte Eros (razdvojba).
Eros (grč. Ἔρως, Erôs) u grčkoj mitologiji bog je ljubavi, strasti i seksualne požude i sama ljubav. Pojedini izvori pišu da je sin Afrodite i Aresa ili Hefesta, a ostali da je primordijalno utjelovljenje životvorne snage koja se rodila iz prvobitnog Kaosa. Njegov je pandan u rimskoj mitologiji Kupidon.

## Etimologija
Erosovo ime dolazi od grčke riječi Ἔρως = "požuda".
Nekoć je Eros bio nazivan i Erotes (množina grčke riječi eros) što je opisivalo sve radnje koje su sadržavale ljubav i požudu, heteroseksualnost i homoseksualnost. Nazivali su ga i Eleutherios = "osloboditelj".
U rimskoj mitologiji bio je znan i kao Kupidon, a ime mu dolazi od latinske riječi Cupido = "požuda", od glagola cupio, cupire = "željeti".

## Karakteristike
Erosa su prikazivali kao mladog i krilatog dječaka sa spremnim lukom i strijelama koje bi odaslao u srca smrtnika ili bogova. Dvije su vrste njegovih strijela: zlatne s golubovim perjem koje su uzrokovale samo ljubav i sive strijele sa sovinim perjem koje su uzrokovale neodređenost.
Pjesnikinja Sapfa opisivala ga je kao gorkog i okrutnog prema svojim žrtvama, ali istodobno zavodljivog i prelijepog.
U Rimu su ga također zvali požudom - Kupidon. Rimljani su ga uzeli kao simbol života poslije smrti te je njegov lik oslikavao brojne sarkofage. Grci su ga pak prikazivali kao najljepšeg i najviše voljenog te su njegovi kipovi bili najviše u dvoranama.

## Kult
Bez obzira na to što je jedan od najstarijih bogova, njegov se kult počinje kasnije slaviti u Grčkoj. U Tespiji je osnovan drevni plodni kult, a u Ateni je s Afroditom imao zajednički kult. U njoj je četvrti dan svakog mjeseca bio posvećen Erosu.

## Mitologija

### Rođenje
Za Erosa se vjeruje da je među prvima izašao iz Kaosa te da je jedan od primordijalnih bogova. Rečeno je da je odgovoran za spajanje Urana i Geje (Neba i Zemlje). U legendama iz Eleuzine nazvan je protagonus, prvorođenac. Prema Aristofanovu djelu Ptice rođen je od Ereba i Nikte (Tame i Noći). U kasnijim mitološkim pričama on je Afroditino i Aresovo dijete. Heziod u Teogoniji donosi da je Afroditin pomoćnik, ali ne i njezin sin. Postoje i inačice da je Zefirov i Iridin sin.
U okviru prve inačice podrijetla u kojoj je sin Aresa i Afrodite, postoji mit da ga je Zeus odlučio ubiti čim se rodio, ali Afrodita ga je sakrila u duboku šumu gdje Zeus nije mogao vidjeti i povjerila ga divljim lavicama. Kad je odrastao, vratio se na Olimp i bogovi su mu poželjeli dobrodošlicu. Erosov je brat Anteros ili Protuljubav.

### Eros i Psiha
Afrodita je bila ljubomorna zbog njezine ljepote jer nitko nije odavao počast pravoj Afroditi, svi su hvalili Psihinu ljepotu, a njezina su svetišta opustjela te je rekla Erosu da je pogodi u srce da se zaljubi u najružnijeg čovjeka na svijetu. Eros je prihvatio majčinu naredbu, ali kad je došao do Psihe, odmah se u nju zaljubio. Druga inačica mita govori da se slučajno ubo o vlastitu zlatnu strelicu.
Psihini roditelji savjetovali su se s proročicom preko koje im je Apolon rekao da je ostave na najbližoj planini u svadbenoj odjeći jer je njezina ljepota bila tako velika da je namijenjena za boga. Tužna je povorka dovela Psihu do planine, a ona je očekivala čudovište za muža. To su i učinili, a odnio ju je Zefir, zapadni vjetar, u prekrasnu cvjetnu dolinu i palaču u kojoj su je služile nevidljive sluge danju te je imala sve obilje. Kad bi pala noć, u mraku je došao neznani mladoženja te su spavali zajedno. Svake ju je noći posjećivao, ali svaki joj je put rekao da ugasi svjetiljku da ga ne bi vidjela. Ona se zaljubila u nj ne znajući tko je.
Eros je dopustio Zefiru da danju odvede Psihu natrag njezinim sestrama te da sve tri budu u palači tijekom dana, ali upozorivši Psihu da ne pokušava doznati tko je. Ljubomorne su sestre rekle Psihi, koja je bila trudna, da kolaju glasine kako se udala za užasnu zmija koja će proždrijeti i nju i dijete kad ogladni. Nagovorile su je da pripremi nož i uljanu svjetiljku te da ga ubije.
Kad je Eros došao, Psiha je osvijetlivši ga prepoznala Erosa te se, proklinjući svoju ludost, htjela ubiti. Ali odbacila je nož te je promatrala mladog boga i njegove zlatne strelice. Slučajno se ubola na jednu te je osjetila neodoljivu želju za svojim mužem. Počela ga je ljubiti, a kapljica ulja iz njezine lampe pala je na Erosova prsa i probudila ga. On je odletio, ali uhvatila je njegov gležanj te ju je on nosio sve dok mu mišići nisu otkazali, a ona je slomljena srca pala na tlo.
Dok je Psiha lutala i ispunjavala Afroditine zadatke, Eros je ležao bolestan u postelji, u palači svoje majke Afrodite, a boljelo ga je rame na koje je bilo palo vruće ulje. Jedan je galeb to doznao te je odletio Afroditi i sve joj ispričao, predbacivši joj njihov hedonizam i ocrnivši Erosa. Afrodita je došla Erosu, ranjenom od ljubavi, i razbjesnila se te pozvala nekoć staru neprijateljicu Uzdržanost. Ona je opsjela njezina sina koji je ostao ležati.
Eros, koji joj je bio oprostio, izbrisao je vječni san s njezina lica i stavio ga natrag u kutiju. Potom je odletio do Olimpa i molio Zeusa da im pomogne. Zeus je sazvao vijeće bogova i odlučio da se Eros može oženiti Psihom. Dovedena je na Olimp, dano joj je da pije ambroziju te je postala besmrtna. Zajedno su imali kćer Blaženstvo/Užitak (lat. Volupta). Afrodita i Psiha također su oprostile jedna drugoj.

## Vanjske poveznice
- Eros, primordijalno božanstvo u klasičnoj literaturi (engl.)
- Eros, bog ljubavi u klasičnoj literaturi i umjetnosti (engl.)
- Eros u grčkoj mitologiji